# Pelourinho de Porto Alegre
O pelourinho de Porto Alegre, capital do Rio Grande do Sul, Brasil, existiu em vários locais da cidade e atualmente dele não restam quaisquer traços. 
No costume colonial os pelourinhos eram monumentos que assinalavam a autonomia do município, e neles às vezes se atavam condenados para execração pública. O primeiro registro de um pelourinho em Porto Alegre data de 1782, citado em um ofício da Câmara municipal pedindo que se mandasse vir do Rio de Janeiro um padrão indicativo de autonomia. O pedido não foi atendido e foi reiterado em 1784. Nesta ocasião provavelmente veio o dito padrão e foi instalado, mas quando foi mencionado em uma escritura de compra e venda de 1786 seu local não é indicado; apenas é dito que fora erguido em uma praça e que ali já não estava. Sua localização original, pois, é incerta.
Em 1810, quando a vila de Porto Alegre foi instalada oficialmente, foi necessário erguer um outro pelourinho, como consta em despacho da vereança contratando o pedreiro Jacinto José para a tarefa. Este pelourinho foi indicado em um desenho de 1833, realizado por Tito Lívio Zambeccari, como estando localizado no largo fronteiro à Igreja das Dores. No mesmo ano a Câmara aprovou o início da construção da cadeia pública, e solicitou que o pelourinho fosse transferido para outro local, pois onde estava estorvaria as obras previstas. Logo em seguida a construção foi suspensa, e as pedras que já haviam sido trazidas foram usadas para a construção de um cais pertencente à Ordem Terceira de Nossa Senhora das Dores. Uma planta da cidade de 1839 ainda o assinala neste local, mas dali em diante ele não é mais citado nas fontes históricas.
O local foi recentemente incorporado ao Museu de Percurso do Negro em Porto Alegre.